# Вальтер Гут
Вальтер Гут (Walther Huth; 14 квітня 1918, Вільгельмсгафен — 25 травня 1943, Середземне море) — німецький офіцер-підводник, оберлейтенант-цур-зее крігсмаріне.

## Біографія
1 квітня 1937 року вступив на флот. З жовтня 1941 року — 1-й вахтовий офіцер на підводному човні U-562. В травні-червні 1942 року пройшов курс командира човна. З 1 липня 1942 року — командир U-414, на якому здійснив 3 походи (разом 71 день в морі). 25 травня 1943 року U-414 був потоплений в Середземному морі північно-західніше Тенеса (36°31′ пн. ш. 00°40′ сх. д.) глибинними бомбами британського корвета «Ветч». Всі 47 членів екіпажу загинули.
Всього за час бойових дій потопив 1 і пошкодив ще 1 корабель.
| Дата           | Назва корабля           | Тип               | Тоннаж | Вантаж                               | Екіпаж | Загинули | Країна             | Конвой |
| -------------- | ----------------------- | ----------------- | ------ | ------------------------------------ | ------ | -------- | ------------------ | ------ |
| 18 травня 1943 | Fort Anne (пошкоджений) | Торговий пароплав | 7,134  | Військові товари                     | 54     | 0        | Британська імперія | KMS-14 |
| 18 травня 1943 | Empire Eve              | КАТ судно         | 5,979  | 6500 тонн вугілля і 250 тонн мастила | 86     | 5        | Британська імперія | KMS-14 |

## Звання
- Кандидат в офіцери (3 квітня 1937)
- Морський кадет (21 вересня 1937)
- Фенріх-цур-зее (1 травня 1938)
- Оберфенріх-цур-зее (1 липня 1939)
- Лейтенант-цур-зее (1 серпня 1939)
- Оберлейтенант-цур-зее (1 вересня 1941)